# Estação Ferroviária de Messines-Alte
A Estação Ferroviária de Messines - Alte é uma interface da Linha do Sul, que serve as localidades de Alte, no concelho de Loulé, e São Bartolomeu de Messines, no concelho de Silves, em Portugal.

## Infraestrutura

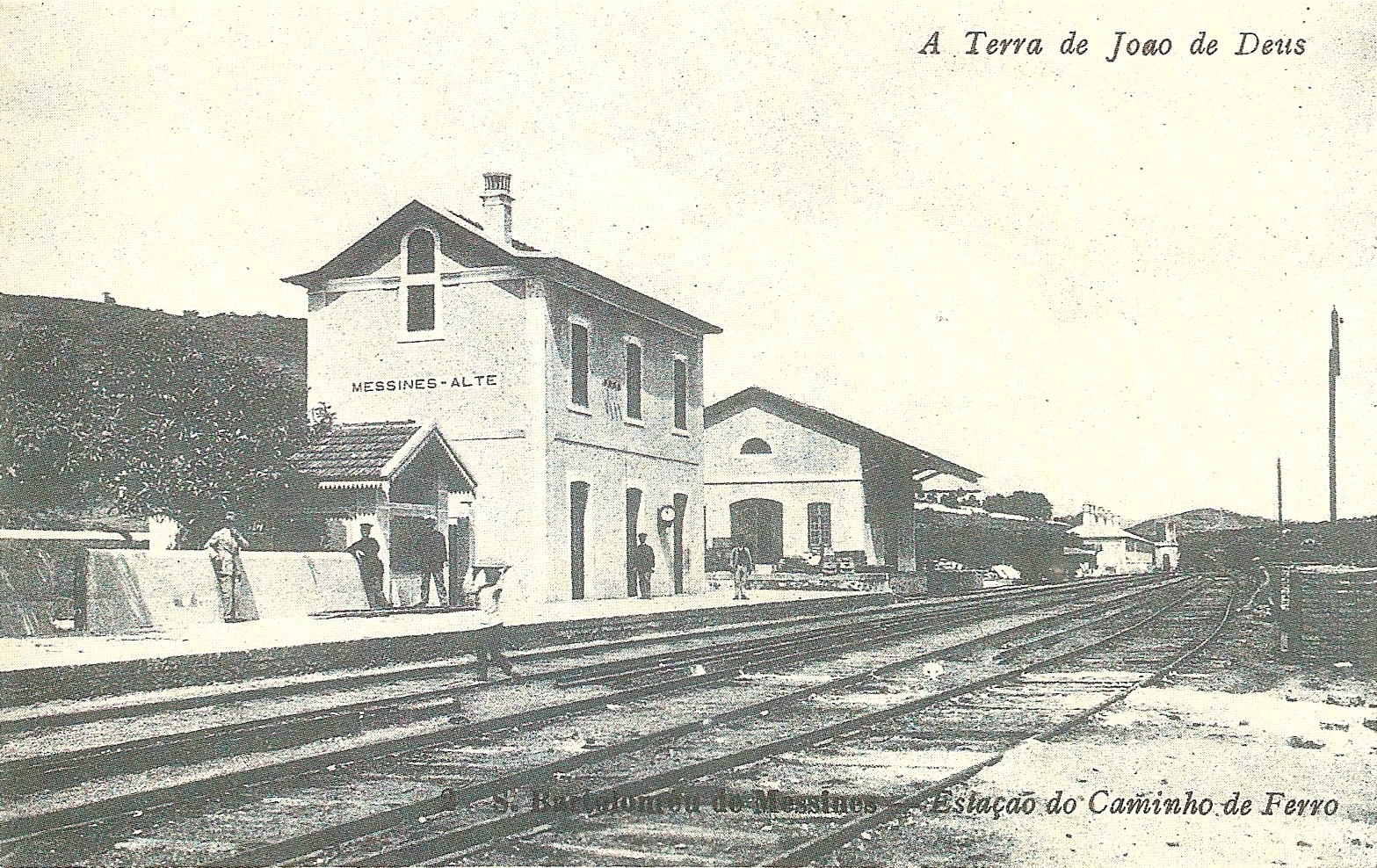
Postal dos Anos 20, retratando a Estação Ferroviária de Messines - Alte.

Em Janeiro de 2011, dispunha de duas vias de circulação, ambas com 557 m de comprimento, e de duas plataformas, ambas com 65 cm de altura; a primeira plataforma tinha 131 m de comprimento, enquanto que a segunda tinha 210 m de comprimento.

## História

### Planeamento, construção e inauguração
Aquando da discussão sobre o traçado que o Caminho de Ferro do Sul devia ter entre Beja e o Algarve, o deputado Coelho de Bívar defendeu que a linha devia seguir pelos vales que acompanhavam a Serra do Caldeirão desde São Martinho das Amoreiras até Corte Brique, e passar por Santa Clara de Sabóia, Vale da Mata e São Bartolomeu de Messines; a partir deste ponto, deveria inflectir na direcção de Portimão. Surgiu, no entanto, um movimento oposto que alvitrava o término da linha férrea no concelho de Mértola, onde seria complementado pela navegação fluvial do Rio Guadiana até ao Algarve; esta pretensão foi recusada, tendo o traçado da linha sido definitivamente estabelecido nas sessões de 25 e 26 de Junho de 1862, onde José Estêvão Coelho de Magalhães e Fontes Pereira de Melo favoreceram a directriz por São Bartolomeu de Messines e Faro. A Estação de Messines - Alte encontra-se no troço da Linha do Sul entre Amoreiras-Odemira e Faro, que foi inaugurado no dia 1 de Julho de 1889.

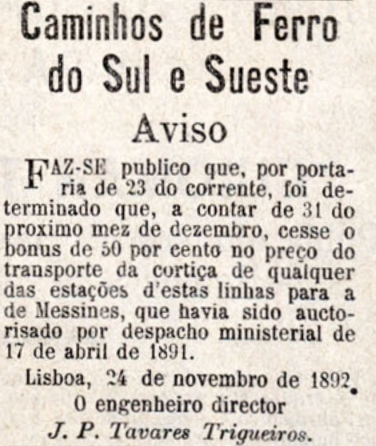
Aviso de 1892, sobre o transporte de cortiça até à estação de Messines.

### Ligações rodoviárias
Entre 1875 e 1876, o governo ordenou o início das obras de várias estradas e caminhos de ferro no Algarve, de forma a reduzir os efeitos de uma seca que então se estava a fazer sentir na região. No âmbito deste programa, foi construída uma via rodoviária entre São Bartolomeu de Messines e a estrada de Monchique, que serviria para ligar a estação de Messines à zona do Barlavento Algarvio, especialmente a cidade de Silves.
Em 1901, a administração dos Caminhos de Ferro do Estado fez um estudo sobre as ligações rodoviárias ao caminho de ferro, onde se incluiu a Estrada Distrital n.º 194, então em construção entre Messines e Alte, prevendo-se que iria facilitar o acesso entre a estação de Messines e a região a Norte de Loulé.